# Moncalieri Calcio 2000-2001
Questa voce raccoglie le informazioni riguardanti il Moncalieri Calcio nelle competizioni ufficiali della stagione 2000-2001.

## Rosa
| N. |                   | Ruolo | Calciatore          |
| -- | ----------------- | ----- | ------------------- |
|    | Italia (bandiera) | D     | Oscar Amatulli      |
|    | Italia (bandiera) | C     | Federico Amenta     |
|    | Italia (bandiera) | C     | Graziano Barbiero   |
|    | Italia (bandiera) | D     | Alessio Barone      |
|    | Italia (bandiera) | P     | Matteo Blasimme     |
|    | Italia (bandiera) | D     | Alessandro Castagna |
|    | Italia (bandiera) | C     | Walter Cuccu        |
|    | Italia (bandiera) | D     | Paolo Danzè         |
|    | Italia (bandiera) | D     | Massimiliano Ferina |
|    | Italia (bandiera) | C     | Vincenzo Friso      |
|    | Italia (bandiera) | C     | Marco Grassitelli   |
|    | Italia (bandiera) | A     | Nunzio Lazzaro      |
|    | Italia (bandiera) | A     | Frederic Massara    |

| N. |                         | Ruolo | Calciatore           |
| -- | ----------------------- | ----- | -------------------- |
|    | Italia (bandiera)       | C     | Mauro Picasso        |
|    | Italia (bandiera)       | A     | Ferdinando Piro      |
|    | Italia (bandiera)       | D     | Marcello Pizzimenti  |
|    | Italia (bandiera)       | D     | Nicola Ragagnin      |
|    | Italia (bandiera)       | P     | Gianfranco Randazzo  |
|    | Italia (bandiera)       | D     | Claudio Riboni       |
|    | Italia (bandiera)       | D     | Massimiliano Rindone |
|    | Italia (bandiera)       | A     | Massimo Sala         |
|    | Italia (bandiera)       | C     | Mauro Salvagno       |
|    | Italia (bandiera)       | A     | Pietro Somma         |
|    | Italia (bandiera)       | C     | Manuel Spinale       |
|    | RD del Congo (bandiera) | A     | Michael Wangu        |